# Sakeni
Sakeni (Georgisch: ლაბრა; Abchazisch: Сакьан, Sakjan; Russisch: Сакен, Saken) is een dorp in de Georgische autonome en feitelijk afgescheiden republiek Abchazië. Het dorp ligt voor het feitelijke Abchazische gezag in het district Goelripsji, maar voor de Georgische wet ligt het dorp in de gemeente Azjara (Boven-Abchazië). Sakeni is op ongeveer 1000 meter boven zeeniveau gesitueerd in de Kodorivallei, aan de Sakeni-rivier. Dit is een bronrivier van de Kodori.

## Geschiedenis
De nederzettingen aan de Sakeni-rivier, waaronder Sakeni, zijn rond het jaar 1868 ontstaan toen het Russische gezag hervestiging van andere etniciteiten toestond in de Kodorivallei. Na de Kaukasusoorlog, toen het Vorstendom Abchazië werd geannexeerd, hadden de Russen de oorspronkelijke bewoners (Tsebelda en Dal) uit de valleien in de bovenloop van de Kodori verjaagd. Uiteindelijk vestigden zich vooral Svaneten zich hier. De dorpsgemeenschap Azjara, waar Sakeni onder viel, was in 1926 voor 97,7% Svan.

### Kaukasusfront Tweede Wereldoorlog
Nabij Sakeni probeerden Duitse gevechtseenheden in 1942 tijdens de Tweede Wereldoorlog via de Soechoemse militaire weg de bergkam van de Grote Kaukasus over te steken de Georgische sovjetrepubliek in. Deze aanval was onderdeel van Operatie Edelweiss aan het Oostfront. De Duitsers kwamen eind augustus 1942 tot enkele kilometers van Sakeni, bij het dorp Omarisjara, waarna ze in september verdreven werden door het Rode Leger de bergen over naar Rusland.

### Georgisch-Abchazisch conflict
Sakeni kreeg gedurende het Georgisch-Abchazisch conflict regelmatig direct te maken met de gevolgen ervan, onder andere door de strategische ligging van de Kodorivallei en de symbolische waarde ervan. Het dorp lag ook langs de vluchtroute van de honderdduizend Georgiërs die na de val van Soechoemi in september 1993 Abchazië ontvluchten. De grote Georgische gemeenschap uit Soechoemi nam deze route langs de Kodoririvier naar Svanetië over de 2630 meter hoge Chida-pas.
In oktober 2001 waren Sakeni en omliggende dorpen het doelwit van luchtbombardementen door helikopters en vier SU-25 toestellen. De toestellen waren ongemarkeerde, maar aangenomen werd dat deze van de Russische luchtmacht waren, omdat ze vanuit het Russische luchtruim kwamen en er ook weer naar terugkeerden. In die maand vond in het gebied een gewapende confrontatie plaats tussen Georgische troepen en Abchazische milities.
Tijdens de Russisch-Georgische Oorlog was Sakeni op 9 augustus 2008 met vier andere nabijgelegen dorpen doelwit van Russische luchtbombardementen. Dit gebeurde toen de Abchazische strijdkrachten een offensief openden richting de Kodori-vallei om deze te veroveren op de Georgiërs. Sakeni was een van de laatste dorpen die in augustus 2008 door de Georgiërs werd opgegeven in de Kodorivallei. Na de oorlog werd aan de oostkant van het dorp gemilitariseerde basis van de Russische FSB-grenswachtdienst gebouwd.

## Demografie
Sakeni had 226 inwoners volgens de laatste in het gebied gehouden Georgische volkstelling (2002), waarvan 97% etnisch Georgisch. In 2002 oefende Georgië nog gezag uit over de Kodorivallei en kon de volkstelling in het gebied gehouden worden. Sinds 2008 is dat niet meer mogelijk. Bij de Abchazische volkstelling van 2011 werden 196 inwoners geteld in de gehele Azjara dorpsgemeenschap, de 16 dorpen in het bovenste deel van de Kodorivallei waar Sakeni deel van uitmaakt. Hiervan was 74.5% Georgisch en 16,8% Svan, een etnische Georgische subgroep uit Svanetië.
| Aantal                                                                                                   | 260         | 214  | 226 | onbekend    |  |  |  |  |  |  |  |  |  |  |
| |             |      |     |             |  |  |  |  |  |  |  |  |  |  |
| Georgiërs                                                                                                | meerderheid | 100% | 97% | meerderheid |  |  |  |  |  |  |  |  |  |  |
| Verantwoording data: 1926-2011. Noot: De Abchazische cijfers vanaf 1994 worden niet erkend door Georgië. |             |      |     |             |  |  |  |  |  |  |  |  |  |  |

## Vervoer
Sakeni is met de rest van Abchazië verbonden door de (Georgische) nationale route Sh100 naar het nabijgelegen Omarisjara, en vandaar de nationale route Sh10 naar Goelripsji (de 'Soechoemse militaire weg'). In oostelijke richting gaat de Sh100 over de 2630 meter hoge Chida-pas naar het Georgisch gecontroleerde Svanetië, een passage die sinds 2008 niet meer mogelijk is. Dit was de ontsluitingsroute voor het Georgische gezag in de Kodorivallei en de vluchtroute voor duizenden Georgiërs na de val van Soechoemi in september 1993. De weg over de Chida-pas werd in 2007 gerenoveerd en in de Kodorivallei feestelijk geopend door de Georgische president Micheil Saakasjvili.